# Тауц (комуна)
Тауц (рум. Tauț) — комуна у повіті Арад в Румунії. До складу комуни входять такі села (дані про населення за 2002 рік):
- Мінішел (201 особа)
- Мінішу-де-Сус (130 осіб)
- Надеш (974 особи)
- Тауц (872 особи) — адміністративний центр комуни

Комуна розташована на відстані 386 км на північний захід від Бухареста, 47 км на схід від Арада, 139 км на захід від Клуж-Напоки, 79 км на північний схід від Тімішоари.

## Населення
За даними перепису населення 2002 року у комуні проживали 2177 осіб.
Національний склад населення комуни:
| Національність | Кількість осіб | Відсоток |
| -------------- | -------------- | -------- |
| румуни         | 2149           | 98,7%    |
| українці       | 11             | 0,5%     |
| цигани         | 8              | 0,4%     |
| угорці         | 5              | 0,2%     |
| словаки        | 3              | 0,1%     |
| болгари        | 1              | < 0,1%   |

Рідною мовою назвали:
| Мова       | Кількість осіб | Відсоток |
| ---------- | -------------- | -------- |
| румунська  | 2154           | 98,9%    |
| українська | 11             | 0,5%     |
| циганська  | 8              | 0,4%     |
| словацька  | 2              | 0,1%     |
| угорська   | 1              | < 0,1%   |
| болгарська | 1              | < 0,1%   |

Склад населення комуни за віросповіданням:
| Релігія        | Кількість осіб | Відсоток |
| -------------- | -------------- | -------- |
| православні    | 1838           | 84,4%    |
| п'ятдесятники  | 130            | 6,0%     |
| баптисти       | 91             | 4,2%     |
| греко-католики | 68             | 3,1%     |
| римо-католики  | 43             | 2,0%     |
| реформати      | 4              | 0,2%     |
| адвентисти     | 2              | 0,1%     |